# Anomala viridiaenea
Anomala viridiaenea är en skalbaggsart som beskrevs av Machatschke 1970. Anomala viridiaenea ingår i släktet Anomala och familjen Rutelidae. Inga underarter finns listade i Catalogue of Life.